# Pag (stad)
Pag (Italiaans: Pago; Latijn: Pagus; Duits: Baag) is een stad en gemeente in de Kroatische provincie Zadar.
Pag telt 4350 inwoners en is gelegen op het gelijknamige eiland Pag.

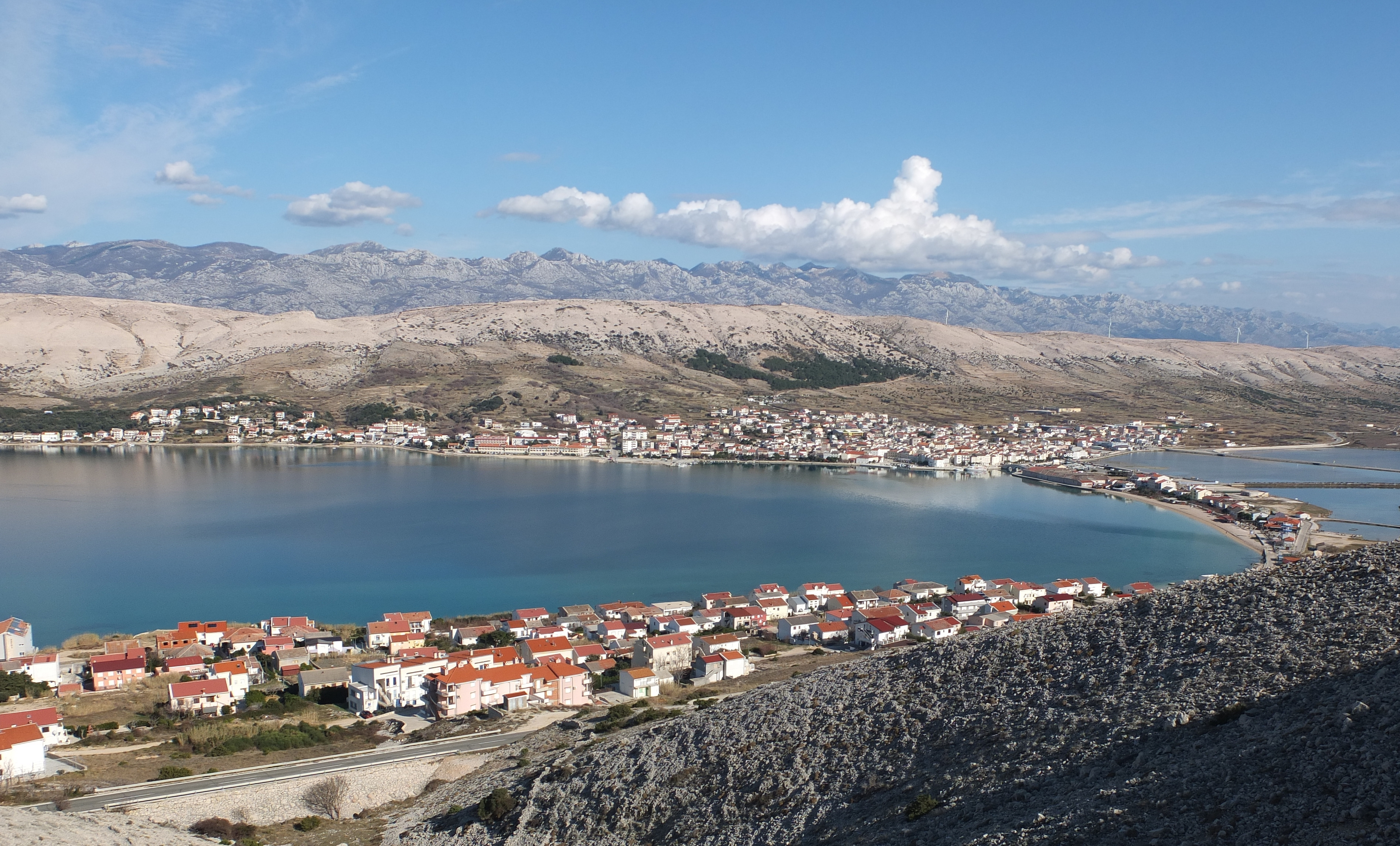
Pag (2020)

Steden (gradovi): Zadar · Benkovac · Biograd na Moru · Nin · Obrovac · Pag

Gemeenten (općine): Bibinje · Galovac · Gračac · Jasenice · Kali · Kolan · Kukljica · Lišane Ostrovičke · Novigrad · Pakoštane · Pašman · Polača · Poličnik · Posedarje · Povljana · Preko · Privlaka · Ražanac · Sali · Stankovci · Starigrad · Sukošan · Sveti Filip i Jakov · Škabrnja · Tkon · Vir · Vrsi · Zemunik Donji